# Kemble (Gloucestershire)
Kemble è un villaggio e parrocchia civile dell'Inghilterra, appartenente alla contea del Gloucestershire.